# 吕公望

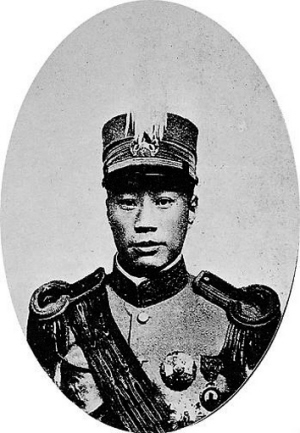
吕公望

吕公望（1879年—1954年7月22日），原名占鰲，字戴之，浙江省金华府永康县人，中华民国军事将领、实业家。

## 生平
1899年（光緒25年），吕公望中秀才。1901年（光緒27年）成为廩生。1906年（光緒32年），结识秋瑾，加入光復会。同年12月，在浙江省从事軍務。1907年（光緒33年），入保定陸軍軍官学校速成科学习，毕业後回到浙江省。
1909年（宣統元年）12月，赴广西省，在兵備处任职。因同尹昌衡出版革命派的雑誌而被究责，遂辞職逃往香港。1910年（宣統2年）10月，回到浙江省重任軍務。
1911年（宣統3年）10月武昌起義爆发後，呂公望在浙江省参与革命派的起义，任朱瑞领导的上海攻擊支队的参謀長。1912年（民国元年）1月，任浙軍第11協協統，后来軍制改組，改任浙軍第6師師長。1913年（民国2年），任嘉湖戒严司令，1914年（民国3年）转任嘉湖鎮守使。
1915年（民国4年）12月23日，呂公望获袁世凱封一等男爵。護国战争爆发後的1916年（民国5年）4月，呂公望和童葆暄、王文慶等人起事，驱逐了態度曖昧的浙江将軍朱瑞，宣告浙江省独立，推举屈映光为都督。5月5日，屈映光辞职，呂遂被浙江省内各界推为浙江都督，5月6日就任。袁世凱死，黎元洪接任大总統，7月6日，以呂公望为浙江督軍兼署浙江省長。12月26日，浙江发生军警風潮，呂公望请辞，1917年（民国6年）1月1日，北京批准辞任。
1917年7月張勳復辟之際，随段祺瑞讨伐張勳。護法戰爭爆發，浙江督軍楊善德派童保暄率浙軍入福建支援李厚基，抵抗陳炯明率領的粵軍。1918年（民国7年）8月下旬，呂公望與王文慶同至福建，招誘浙軍舊部，向南方投誠。9月1日，廣州軍政府任命呂公望為援閩浙軍總司令。1920年（民国9年），出任軍政府参謀部長。
1921年（民国10年）5月，辞職赴天津寓居，此後创办过各种企业，几度失敗。1933年任中國女子商業儲蓄銀行董事長。1937年（民国26年），被国民政府任命为浙江省難民救济協会委員。此后创设浙江省難民染織公司，任总经理。1946年（民国35年），任浙江省参議会副議長。
中華人民共和国成立後，呂公望留在中国大陸。历任杭州劳軍委員会委員、杭州公債推銷委員会委員、中国人民救济总会杭州分会副主席、浙江省政協委員会委員。
1954年7月22日，呂公望在杭州病逝。享年76岁。